# Inez Milholland
Inez Milholland Boissevain (6 de agosto de 1886 – 25 de novembro de 1916) foi uma sufragista americana importante.
Desde seus dias de faculdade em Vassar, Milholland fez campanha agressiva pelos direitos das mulheres como a principal questão de uma ampla agenda socialista. Em 1913, ela liderou a dramática Parada Nacional pelo Sufrágio montada em um cavalo, embora tivesse de aceitar que sua beleza lhe valeu mais atenção do que sua política. Ela também foi advogada trabalhista e correspondente de guerra, bem como uma mulher de destaque na época, com seu estilo de vida vanguardista e crença no amor livre. Ela morreu de anemia perniciosa durante uma turnê de palestras, viajando contra o conselho médico.

## Juventude
Nascida e criada no Brooklyn, um distrito de Nova Iorque, Inez Milholland cresceu em uma família rica. Conhecida como Nan, ela era a filha mais velha de John Elmer Milholland e Jean Milholland, nascida Torrey. Ela tinha uma irmã, Vida Milholland, e um irmão, John (Jack). Seu pai era um repórter e escritor editorial do New York Tribune, e acabou liderando uma empresa de tubos pneumáticos que proporcionou à sua família uma vida privilegiada tanto em Nova Iorque quanto em Londres. Em Londres ela conheceu e ficou impressionada com a sufragista inglesa Emmeline Pankhurst. O pai de Milholland apoiou muitas reformas, entre elas a paz mundial, os direitos civis e o sufrágio feminino. Sua mãe expôs os seus filhos a estímulos culturais e intelectuais. Milholland passava os verões na terra de sua família no condado de Essex, em Nova Iorque; a propriedade agora abriga uma escola de música.

## Educação
Inez Milholland recebeu sua educação inicial na Comstock School em Nova Iorque e na Kensington Secondary School em Londres. Depois de terminar a escola, ela decidiu estudar na Vassar, mas quando a faculdade não aceitou seu certificado de graduação, ela frequentou a Willard School for Girls em Berlim.
Durante sua passagem pelo Vassar College, ela uma vez foi suspensa por organizar uma reunião sobre os direitos das mulheres. O presidente da instituição proibiu as reuniões de sufrágio, mas Milholland e outras deram "aulas" regulares sobre o assunto, junto com grandes protestos e petições. Como estudante, ela era conhecida como uma radical ativa. Desafiando a proibição de reuniões sufragistas no campus, ela convocou uma em um cemitério do outro lado da rua. Ela começou o movimento sufragista em Vassar, matriculou dois terços dos alunos e ensinou-lhes os princípios do socialismo. Milholland era presidente da Intercollegiate Socialist Society (Sociedade Socialista Intercolegial), que era dominada por mulheres na época e refletia sua identificação com os oprimidos. Para ela, o socialismo era um "meio vital de corrigir os males monstruosos sob o sol".
Com o grupo radical que reuniu ao seu redor, ela compareceu a reuniões socialistas, que estavam proibidas pelo corpo docente, em Poughkeepsie. Uma jovem atlética, ela era a capitã do time de hóquei e membro do time de atletismo de 1909; ela também estabeleceu um recorde no arremesso no basquete. Milholland também se envolveu em produções estudantis, no Current Topics Club, no German Club e no clube de debates.
Depois de se formar pela Vassar em 1909, ela tentou ser admitida em Yale, Harvard e Cambridge com o propósito de estudar direito, mas não foi aceita por ser mulher. Milholland finalmente foi aceita na New York University School of Law, onde se tornou Bacharel em Direito em 1912.

## Carreiras

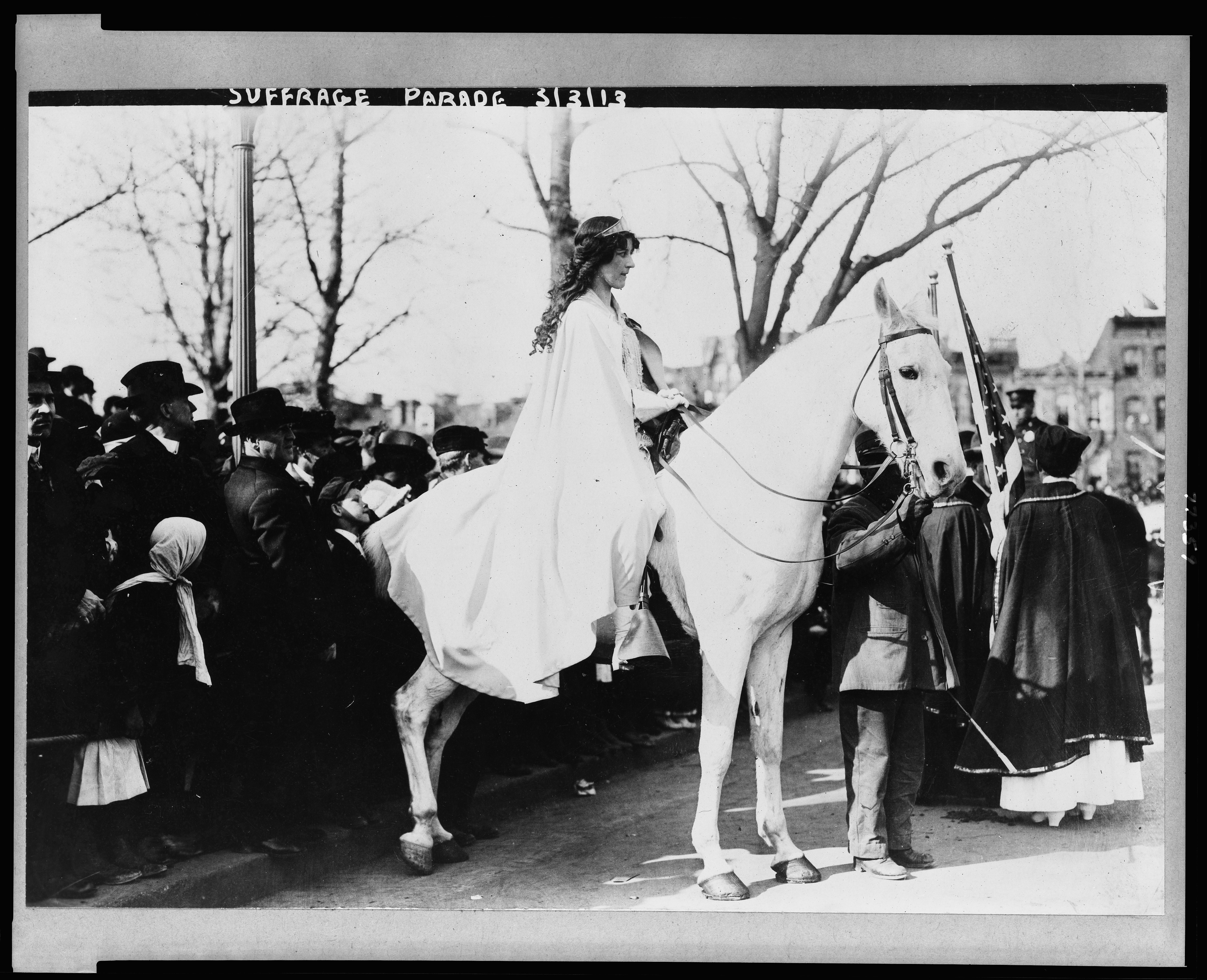
Inez Milholland liderou a Parada Nacional pelo Sufrágio de 1913 montada a cavalo em Washington, D.C. Ela era conhecida como a "sufragista mais bela".

As causas de Milholland eram de longo alcance. Ela não estava apenas interessada na reforma prisional, mas também buscou a paz mundial e trabalhou pela igualdade para os afro-americanos. Milholland era membro da Associação Nacional para o Progresso de Pessoas de Cor (NAACP), da Women's Trade Union League (WTUL; em português: Liga Sindical Feminina), da Equality League of Self Supporting Women in New York (Liga da Igualdade de Mulheres Autossustentadas de Nova Iorque), do National Child Labor Committee (NCLC; em português: Comitê Nacional do Trabalho Infantil) e da Sociedade Fabiana. Ela também estava envolvida na National American Woman Suffrage Association (NAWSA; em português: Associação Nacional Americana pelo Sufrágio Feminino), que mais tarde se ramificou no Partido Nacional da Mulher. Ela se tornou uma líder e uma oradora popular no circuito de campanha do partido, trabalhando junto a Alice Paul e Lucy Burns.

### Advogada
Milholland mais tarde foi admitida na ordem dos advogados e ingressou no escritório de advocacia Osborne, Lamb e Garvan em Nova Iorque, lidando com casos criminais e de divórcio. Em uma de suas primeiras atribuições, ela teve que investigar as condições na prisão Sing Sing. Na época, o contato feminino com prisioneiros do sexo masculino era desaconselhado, mas ela insistiu em falar pessoalmente com os prisioneiros para descobrir as condições horríveis. Além disso, ela queria ver como era ser uma reclusa, por isso foi algemada a um.

### Sufrágio
Milholland participou de sua primeira parada pelo sufrágio em 7 de maio de 1911. Ela segurava uma placa que dizia: "Avante, sem erro,/ Deixe para trás a noite,/Avante através da escuridão,/Avante até a luz!" Milholland rapidamente se tornou o rosto do movimento sufragista. O New York Sun afirmou que "nenhuma parada pelo sufrágio estava completa sem Inez Milholland". A líder sufragista Harriot Stanton Blatch fez com que Inez liderasse paradas em 1911, 1912 e 1913. Em 3 de março de 1913, no dia anterior à posse de Woodrow Wilson, Milholland fez sua aparição mais memorável, na Procissão do Sufrágio Feminino em Washington D.C., que ela ajudou a organizar. A líder sufragista Alice Paul posicionou Milholland à frente na parada, usando uma coroa e uma longa capa branca e montando um grande cavalo branco chamado "Gray Dawn" ("Amanhecer Cinzento"). Os cavalos se tornaram um método muito comum de divulgação de informações sobre o movimento sufragista, e outras sufragistas, como Claiborne Catlin Elliman, cavalgavam para aumentar a conscientização sobre o movimento.
Milholland acreditava que as mulheres deveriam ter o direito de votar por causa das características que eram exclusivas delas. Ela argumentava que as mulheres se tornariam metaforicamente as "faxineiras da nação". Ela acreditava que os votos das mulheres poderiam remover males sociais, como locais de trabalho insalubres, cortiços, prostituição, fome, pobreza e mortalidade infantil. Ela dizia aos homens que eles não deveriam se preocupar com as mulheres em suas vidas, pois elas estariam estendendo seus sagrados direitos e deveres a todo o país, em vez de dentro de casa. Embora falasse dessas questões, ela sempre ficava desapontada por ser mais conhecida por sua aparência do que pelo seu cérebro.

### Pacifista

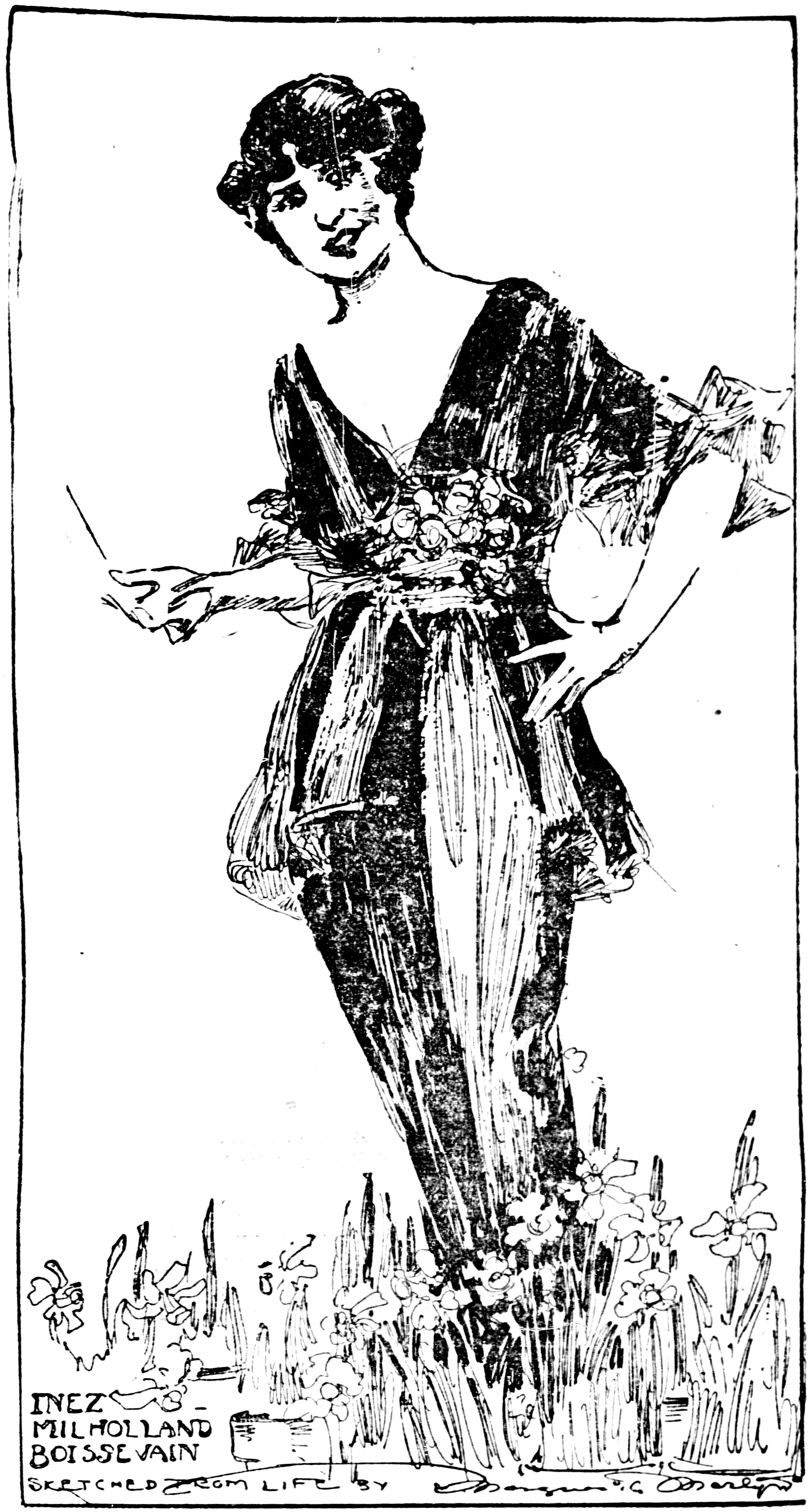
Esboço de Marguerite Martyn do St. Louis Post-Dispatch, 1914

Milholland viajou para a Itália no início da Primeira Guerra Mundial logo após o RMS Lusitania ter sido torpedeado por um submarino alemão. Após o desembarque, o capitão informou a Milholland que um submarino alemão os havia seguido através do oceano. Com essas informações, ela começou a escrever para o New-York Tribune e tornou-se correspondente de guerra. Milholland trabalhou para ter permissão para visitar as linhas de frente na guerra enquanto continuava a escrever artigos antiguerra, que a levaram à censura pelo governo italiano, que a baniu do país.
Ao retornar da Itália, Milholland sofreu crises de depressão. Ela sentiu que tinha sido barrada do front por ser mulher, e não porque era pacifista.
Ela também foi uma figura importante na fracassada expedição do Peace Ship de Henry Ford no final de 1915, atravessando o Atlântico com uma equipe de ativistas pacifistas que esperava dar ímpeto a um acordo negociado para a Primeira Guerra Mundial. No entanto, ela deixou o navio em Estocolmo porque a viagem foi desorganizada e houve discórdia entre os passageiros.

## Vida pessoal

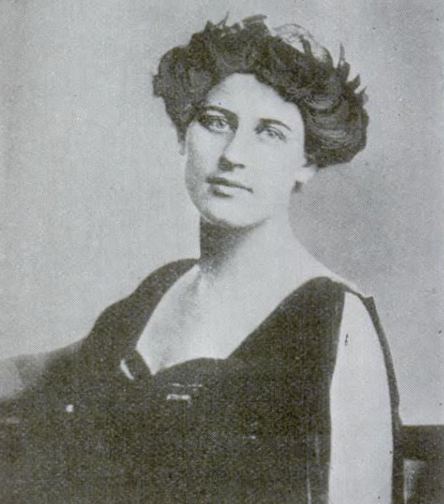
Milholland em 1916

Inez Milholland se tornou a clássica Nova Mulher no início do século XX. Ela adorava as novas danças turkey trot e grizzly bear e gostava de viajar para Paris e comprar vestidos da alta costura. Além disso, suas opiniões refletiam as da Nova Mulher no que se referia ao amor sexual.
No outono de 1909, Inez Milholland e Max Eastman tornaram-se estrelas radicais em ascensão devido à sua beleza. Inez conheceu Max através de irmã dele, Crystal Eastman, que ela conheceu em comícios socialistas e sufragistas. Inez disse a Max que o amava e tentou convencê-lo a fugir com ela. Quando ele finalmente retribuiu o amor e concordou em se casar com ela, o relacionamento entre eles acabou. Ambos perceberam que não podiam ser amantes, mas permaneceram amigos íntimos pelo resto da vida.
Da mesma forma que se apaixonou rapidamente por Eastman, logo começou a namorar o autor John Fox Jr.. Ela disse que o amava, mas ele não retribuiu imediatamente. Quando ele lhe disse que a amava, ela não estava mais interessada.
Em julho de 1913, durante um cruzeiro para Londres, Milholland propôs casamento a Eugen Jan Boissevain, um holandês que ela conhecia há cerca de um mês. Os dois se casaram em 14 de julho no cartório de Kensington, o mais rápido possível após sua chegada a Londres, sem consultar suas famílias. O pai de Inez, John Milholland, estava em Nova Iorque na época e soube do casamento pela imprensa. Ele insistiu que os dois se casassem novamente em uma igreja, mas Inez se recusou. Uma complicação surgiu quando o casal voltou de Londres para Nova Iorque. Milholland não era mais uma cidadã americana porque o Expatriation Act of 1907 (Lei de Expatriação de 1907) determinava que se uma mulher americana se casasse com um não americano, ela adotaria a nacionalidade de seu marido.
Milholland não parou de flertar com outros homens depois de seu casamento e muitas vezes escreveu a Boissevain para contar-lhe. Embora Milholland adorasse crianças, o casal nunca teve filhos.

## Morte

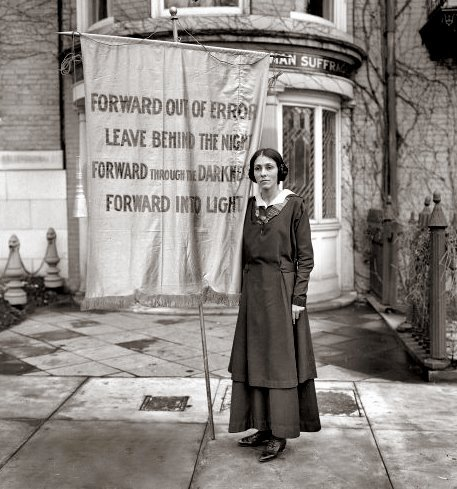
Bandeira no funeral de Milholland em 1916

Em 1916, ela fez uma excursão pelo Oeste, falando pelos direitos das mulheres como membro do Partido Nacional da Mulher. Ela fez a viagem apesar de sofrer de anemia perniciosa e apesar das advertências de sua família, que estava preocupada com a deterioração de sua saúde. Em 22 de outubro de 1916, ela desmaiou no meio de um discurso em Los Angeles, Califórnia, no Blanchard Hall, e foi levada às pressas para o hospital. Apesar das repetidas transfusões de sangue, ela morreu em 25 de novembro de 1916.
As últimas palavras de Milholland em público foram "Senhor Presidente, quanto tempo as mulheres devem esperar pela liberdade?"

## Legado

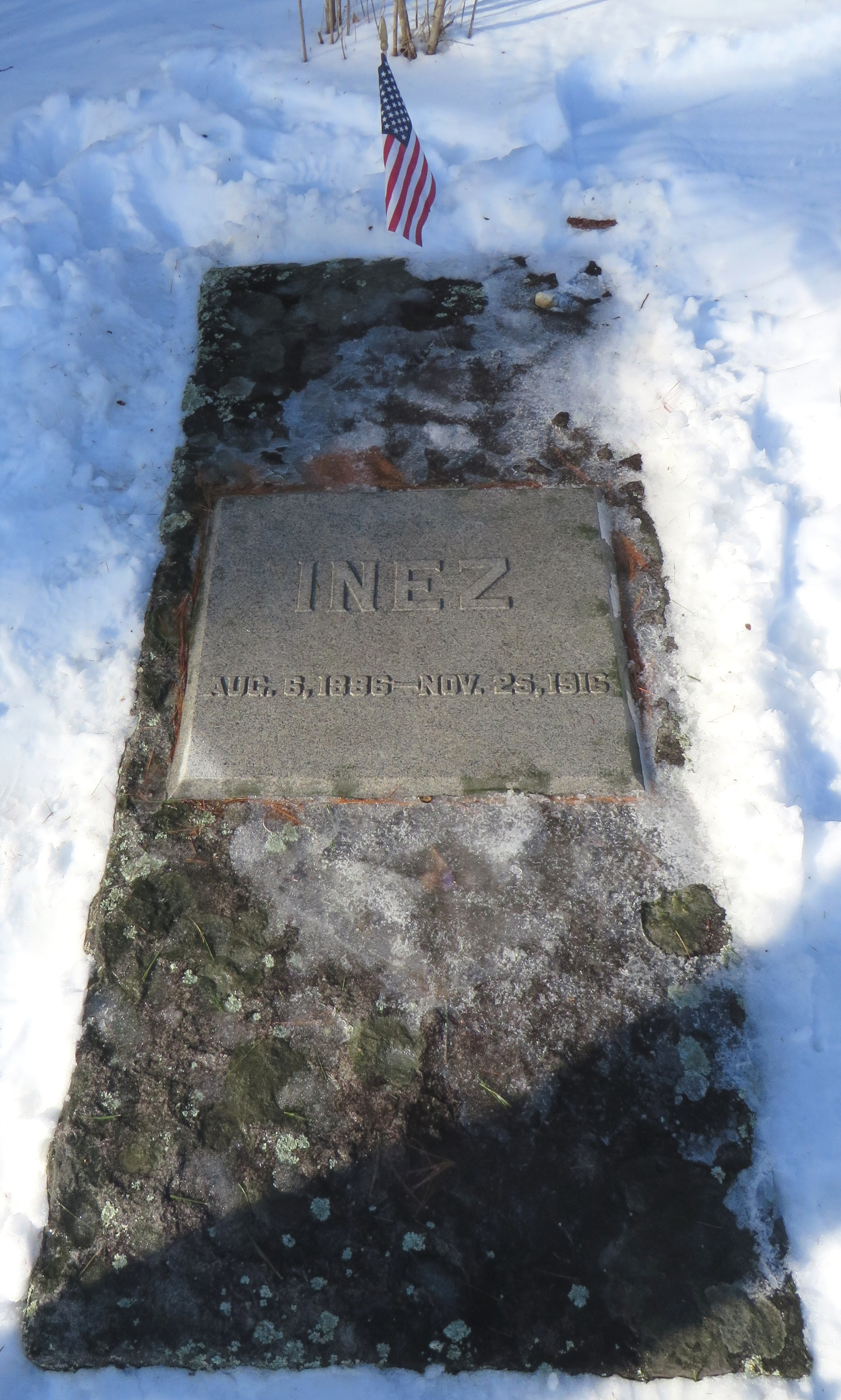
Túmulo de Inez Milholland no Cemitério Lewis, Lewis, Nova Iorque, 2018

Depois da morte de Inez, a sua irmã, Vida Milholland, dedicou seu tempo ao trabalho sufragista, chegando até a passar três dias na prisão em 1917.
Em uma homenagem a Inez Milholland, foi proposto dar o seu nome para o Monte Discovery nas Montanhas Adirondack; no entanto, esta mudança nunca foi feita oficialmente.
Carl Sandburg escreveu um poema sobre Inez Millholland intitulado "Repetitions" ("Repetições"), que aparece em seu volume de 1918, Cornhuskers. Edna St. Vincent Millay, que se casou com o viúvo de Milholland, Eugen Boissevain, em 1923, também escreveu um poema, chamado "To Inez Milholland" ("Para Inez Milholland"), incluído em sua coleção The Buck in the Snow.
Julia Ormond interpretou Inez Milholland no filme Iron Jawed Angels.
A cátedra Inez Milholland de Liberdades Civis na New York University School of Law, preenchida por Burt Neuborne, foi nomeada em sua homenagem.